# James Maina Boi
James Maina Boi (né le 4 avril 1954 et mort le 15 juillet 2004) est un athlète kényan, spécialiste du 800 mètres.

## Biographie
Vainqueur du 800 mètres des Jeux africains de 1978, il remporte dès l'année suivante la médaille d'or des premiers championnats d'Afrique, à Dakar au Sénégal, et s'impose lors de la coupe du monde des nations, à Montréal.
En 1982, James Maina Boi se classe sur cette même distance deuxième des Jeux du Commonwealth et deuxième des Championnats d'Afrique.

### Palmarès
| Date | Compétition                | Lieu     | Résultat | Épreuve   | Performance   |
| ---- | -------------------------- | -------- | -------- | --------- | ------------- |
| 1978 | Jeux africains             | Alger    | 1er      | 800 m     | 1 min 47 s 14 |
| 1979 | Championnats d'Afrique     | Dakar    | 1er      | 800 m     | 1 min 48 s 8  |
| 1979 | Coupe du monde des nations | Montréal | 1er      | 800 m     | 1 min 47 s 69 |
| 1982 | Jeux du Commonwealth       | Brisbane | 2e       | 800 m     | 1 min 45 s 45 |
| 1982 | Championnats d'Afrique     | Le Caire | 2e       | 800 m     | 1 min 48 s 54 |
| 1984 | Championnats d'Afrique     | Rabat    | 3e       | 4 × 400 m | 3 min 6 s 73  |

### Records
| Épreuve | Performance   | Lieu   | Date         |
| ------- | ------------- | ------ | ------------ |
| 800 m   | 1 min 44 s 24 | Zürich | 15 août 1979 |